# Rossosz (powiat Bialski)
Rossosz is een dorp in het Poolse woiwodschap Lublin, in het district Bialski. De plaats maakt deel uit van de gemeente Rossosz en telt 900 inwoners.